# Brezje pri Rožnem Dolu
Brezje pri Rožnem Dolu je naselje u slovenskoj Općini Semiču. Brezje pri Rožnem Dolu se nalazi u pokrajini Dolenjskoj i statističkoj regiji Donjoposavskoj regiji. 

## Stanovništvo
Prema popisu stanovništva iz 2002. godine naselje je imalo 12 stanovnika.